# クリスチャンスン
クリスチャンスン（ノルウェー語: Kristiansund、[ˈkrɪstɪansʊn] ( 音声ファイル)、クリスティアンスンとも）は、ノルウェーのムーレ・オ・ロムスダール県北部に位置する市、および基礎自治体。1742年に町制を施行し、現在も地域の中核をなしている。クリスチャンスン基礎自治体にはクリスチャンスン市のほか、クヴァルヴォーグ、レンスヴィク、ネドレ・フライの各村が含まれる。
クリスチャンスン市は面積7.82平方キロ、人口1万7456人（2012年）、人口密度2232人/平方キロである。

## 基礎情報
1838年1月1日に、基礎自治体としてクリスチャンスン教区が設置された。1897年1月1日にグリップ群島が分立し、ひとつの市となった。1964年1月1日、クリスチャンスン市は北西のグリップ市（人口104人）と、ヌール島のブレムスネス市ダレ地区（963人）を編入。2008年1月1日には隣接するフライ市と合併し、市の規模は大きくふくらんだ。

### 地名の由来
市名は、1742年当時のデンマーク＝ノルウェー国王であったクリスチャン6世に由来する。語尾の sund は海峡を意味する。それ以前は、避難所（ここでは避難港）という意味で Fosna もしくは Fosen といったが、オーランドのストアフォスナ島（大フォセン島）と区別するため、小フォセン島とも呼ばれていた。
つづりは1877年に Christianssund から Kristianssund に変更され、1889年に現在のスペルになった。
1968年に郵便番号が導入されるまで、クリスチャンスンは南のクリスチャンサンと取り違えられやすかった。そのため、郵便物のあて先に必ず、クリスチャンスンには N （北）を、クリスチャンサンには S （南）を付すこととされた。この選別方法は、郵便以外の分野でも使われている。

### 市章
1742年に制定された市章には、旧町名のフォセン (Fosen) と「滝の海峡」を意味するフォスン (Fossund) をかけて滝が描かれている。 しかし、市内に滝はない。
もうひとつの説として、クリスチャンスンの市章とモルデの市章が取り違えられたといううわさがある。市章を担当するノルウェー政府の役人がパーティーでしこたま飲んだ翌日、二日酔いでモルデの市章にクジラ（ロムスダール地域のフィヨルドでまれに見られる）、クリスチャンスンの市章に滝（モルデは本土、クリスチャンスンは島嶼部に位置するため、滝はモルデの山々、クジラはクリスチャンスンを表していた可能性が高い）をつけてしまったというのである。

### 教会
ノルウェー国教会が、市内に3教区を置いている。いずれもムーレ主教区のイトレ・ヌールムーレ代理司教区にあたる。
| 教区             | 教会名                 | 所在地         | 創建   |
| ---------------- | ---------------------- | -------------- | ------ |
| クリスチャンスン | キルケランデ教会       | キルケ島       | 1964年 |
| クリスチャンスン | グリップ・スターヴ教会 | グリップ島     | 1470年 |
| ヌールランデ     | ヌールランデ教会       | ヌール島       | 1914年 |
| フライ           | フライ教会             | ネドレ・フライ | 1897年 |

カトリック教会は、市内に聖エイステイン教会を置いている。

## 地理
北東でスメラとアウレ、東でティングヴォル、南でイェムネス、南西でアヴェロイと隣接する。市の北西部に、小さなグリップ群島がある。フライフィヨルドとクヴェルネスフィヨルドがあり、北西はノルウェー海に開かれている。
クリスチャンスンは、4つの主島と多数の小島のうえに築かれた町である。二番目に大きいヌール島（北島、愛称はモロッコ）には、クリスチャンスン空港がある。三番目に大きいキルケ島は、さらにキルケ島とゴマ島の二地域からなる。地元の方言では、語尾のe音が抜けてキルク島と呼ばれる。四番目に大きいのがイン島、そして最大の島は2008年1月1日に合併するまでひとつの市であったフライ島である。市内の最高地点は、フライ島の629mである。
クリスチャンスンの北西に位置するグリップ群島も、市の一部である。1964年に合併するまでは、国内で最も小さく、かつ辺ぴな市であった。現在は廃れた漁村が残るのみとなったが、その特別な位置と街並みから、夏には多くの観光客が訪れる。国内で二番目に小さいスターヴ教会であるグリップ・スターヴ教会や、グリップ灯台がある。
おそらく国内で最も市街地が小さいクリスチャンスンは、ノルウェーで最も人口密度が高い都市のひとつである。

## 歴史
クリスチャンスン市の辺りには、かなり早い段階からノルウェー人が定住していたと考えられている。最終氷期末期になって、ノルウェー西海岸は氷床から解放された。当時のクリスチャンスン周辺は海産物がよくとれたため、紀元前8000年ころに初めての村が形成された。
ヴァイキングの時代に入ると、多くの重要な戦闘がこの一帯で展開された。特に、ホーコン善王がエイリクソーネネ族を下したフライ島のラスターカルヴの戦いは有名である。戦場となったラスターカルヴ近くには現在、記念碑が置かれている。

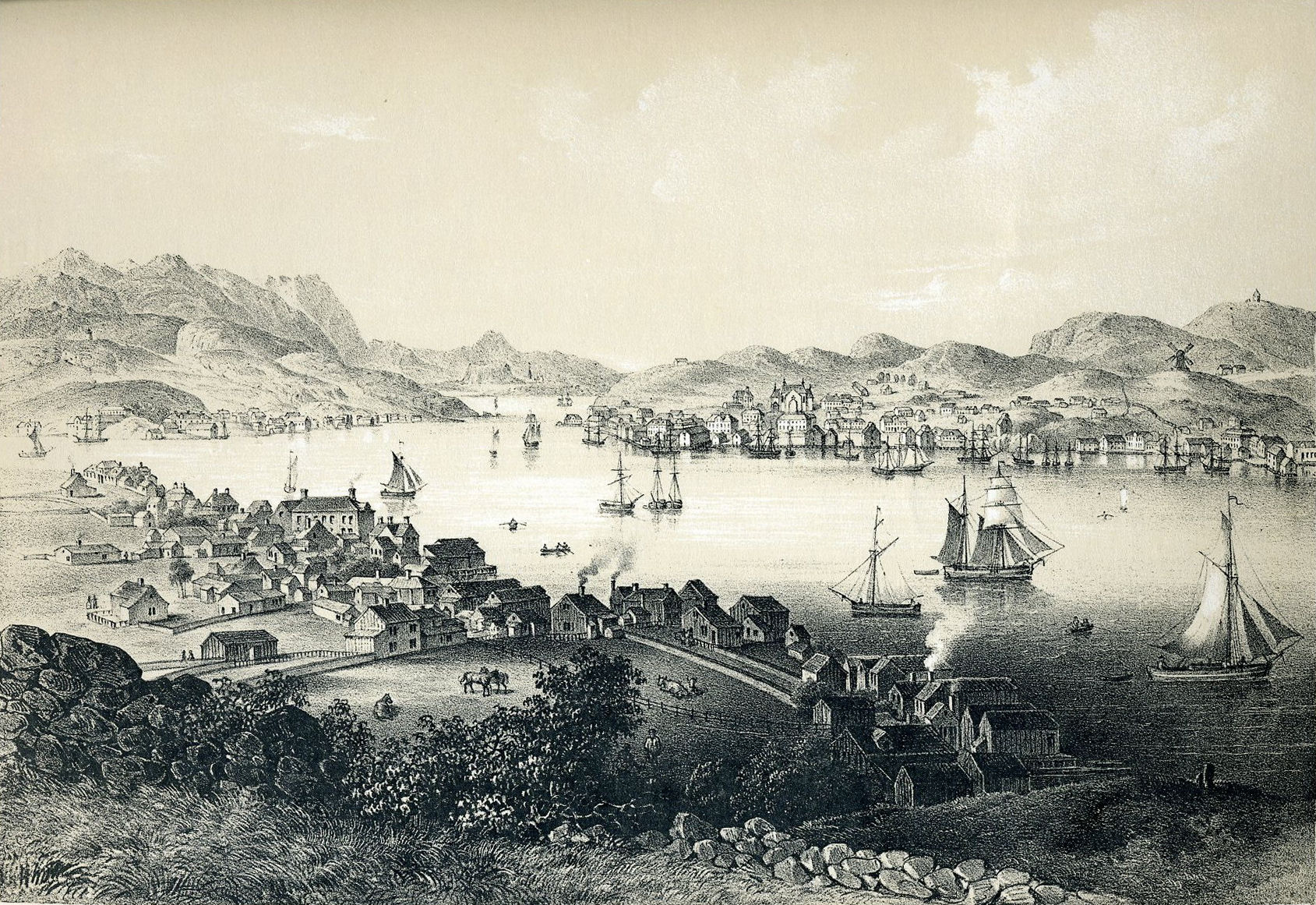
1840年代初期のクリスチャンスン

中世、この地域ではグリップ島が漁業で最も栄えていた。リレ＝フォーセンの天然港は現在も、漁港として利用されている。
17世紀に入って、クリスチャンスン港付近の集落が発展しはじめた。入植者が増えるにしたがって、この地域の海産物貿易港および材木輸送の中継地としての重要性も増していった。デンマーク＝ノルウェー連合王国はここに税関を設置し、トロンハイムの主要貿易港の管轄下に置いた。
17世紀末にオランダ人水夫がクリップフィッシュ（タラの干物）の製法を伝えて以来、クリスチャンスンは国内最大のクリップフィッシュ生産地で、地中海諸国などに輸出も行っている。1742年にクリスチャンスンが町として認可された背景にも、このクリップフィッシュ生産があった。

## メディア
2つのローカルテレビ局がある。このうち、大きいほうのTVヌールヴェストは地元のニュースやショー番組を放送している。TVクリスチャンスンは市内のオペラ座の興行など、文化関連の番組が多い。
地元紙のティデンス・クラヴは、市内のほか近隣の市をカバーしている。

## 気候
すごしやすい夏と、比較的短く温暖な冬からなる海洋性の温帯気候に属する。南西の大西洋から吹きつけるあたたかい風と海流の影響で、緯度のわりにかなり温暖である。
| クリスチャンスンの気候 | クリスチャンスンの気候 | クリスチャンスンの気候 | クリスチャンスンの気候 | クリスチャンスンの気候 | クリスチャンスンの気候 | クリスチャンスンの気候 | クリスチャンスンの気候 | クリスチャンスンの気候 | クリスチャンスンの気候 | クリスチャンスンの気候 | クリスチャンスンの気候 | クリスチャンスンの気候 | クリスチャンスンの気候 |
| 月                     | 1月                    | 2月                    | 3月                    | 4月                    | 5月                    | 6月                    | 7月                    | 8月                    | 9月                    | 10月                   | 11月                   | 12月                   | 年                     |
| ---------------------- | ---------------------- | ---------------------- | ---------------------- | ---------------------- | ---------------------- | ---------------------- | ---------------------- | ---------------------- | ---------------------- | ---------------------- | ---------------------- | ---------------------- | ---------------------- |
| 平均最高気温 °C （°F） | 2 (36)                 | 3 (37)                 | 5 (41)                 | 7 (44)                 | 12 (53)                | 13 (56)                | 16 (60)                | 16 (60)                | 12 (54)                | 9 (49)                 | 5 (41)                 | 3 (37)                 | 7 (44)                 |
| 平均最低気温 °C （°F） | −1 (31)                | −1 (31)                | 1 (33)                 | 2 (36)                 | 7 (44)                 | 9 (49)                 | 11 (52)                | 11 (51)                | 8 (46)                 | 5 (41)                 | 2 (36)                 | 0 (32)                 | 4 (40)                 |
| 出典：Weatherbase.com  |                        |                        |                        |                        |                        |                        |                        |                        |                        |                        |                        |                        |                        |

## 行政
クリスチャンスン市議会は45議席からなる。労働党のペア・クリスチャン・オーエンが2007年に市長に選出され、2011年に再選された。

### 市議会
2011年の選挙をうけた、市議会の会派別勢力は次の通り。
- 労働党 23議席
- 進歩党 8議席
- 保守党 8議席
- キリスト教民主党 1議席
- 赤 1議席
- 中央党 1議席
- 社会主義左翼党 1議席
- 自由党 1議席

## 公園

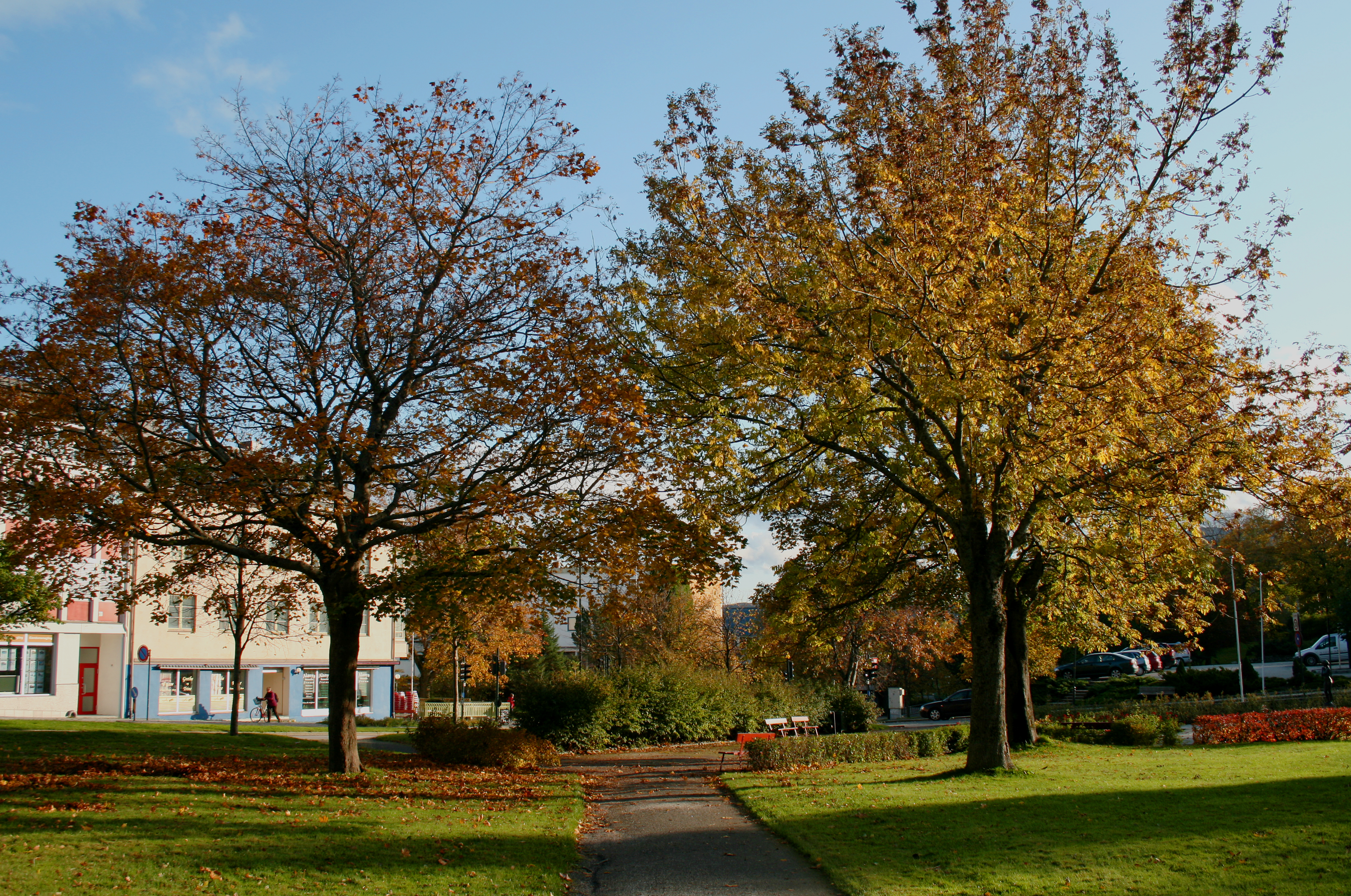
ラングヴァイエン公園

面積が小さいにもかかわらず、クリスチャンスン市内には多くの公園や緑地があり、市民の憩いの場となっている。市の中心部には、第二次世界大戦後に造成されたラングヴァイエンと、小さな湖沼が多数点在することから市の水がめとなっているヴァンダマン（池の意）の二か所の公園がある。両者は隣接しているが、市街により近いラングヴァイエン公園は都市公園、ヴァンダマン公園はピクニックやジョギング公園としての性格を帯びている。

## 交通

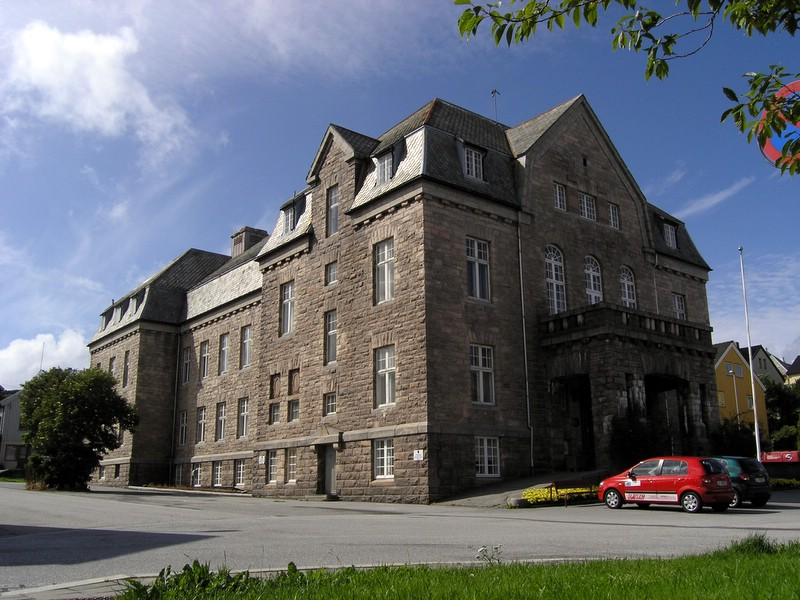
オペラ座

1876年に運航を開始したスンボートは、現在も数十人乗りのシャトル船で島々を行き来する重要な交通手段である。小型モーターボードが平日の朝から晩まで、キルケ島からイン島、ヌール島、ゴマ島、キルケ島の順に30分間隔で循環している。スンボートは「定期便として世界で初めて動力化された公共交通機関」とされている。
本土とはクリファスト (Krifast) と呼ばれる連絡道路があり、国道70号と欧州ルートE39号で結ばれている。クリファスト中ほどのフライフィヨール・トンネルを抜け、フライ島を縦断し、ヌール島へ架かるオムスン橋を渡るとクリスチャンスンである。キルケ島からイン島へは、セールスン橋を渡る。E39号を南西に向かうとモルデに、E6号を北東に行くとトロンハイムに至る。
かつては町に通勤する人や農産物を売りに行く人のために、西のアヴェロイ市からキルケ島にカーフェリーが運航されていた。アヴェロイからは、国道64号と風光明媚な大西洋道路がモルデに通じている。2009年12月、カーフェリーに代わって全長5.7kmの大西洋トンネルが開通した。フライフィヨール・トンネルと大西洋トンネルはともに自転車進入禁止であるため、クリスチャンスンに自転車にたどり着くのは容易ではない。
ヌール島のサイヴィーカから北東のトゥストナにも、カーフェリーが就航しており、スメラ島やヒトラ島、本土のオーレ市に行くことができる。
道路やカーフェリー、クリスチャンスン空港のほかに、クリスチャンスンへのアクセスには南のベルゲンから北のキルケネスまで、沿岸部の町々を結ぶ沿岸急行船「フッティルーテン」やトロンハイム行き高速双胴船「キュステクスプレッセン」を利用できる。ノルウェーの他都市からスカンジナビア航空を利用する選択肢もある。

## 経済
クリスチャンスンは、ノルウェーにおけるバカラオの町として知られる。タラの干物であるバカラオは四旬節中、スペインやポルトガル、ラテンアメリカ諸国に大量に輸出される。近年では、ノルウェー北中部沖で採掘される石油・天然ガスの拠点として注目を集めている。シェルやエクイノールといった石油メジャーが事務所を置き、ハルテンバンク（世界でも最北に位置する海底油田のひとつ）の掘削施設の維持管理を行っている。
水産加工と造船における深い結びつきから、以前、市内にはラテン諸国を中心に七カ国の領事館があった。現在はイギリス、フィンランド、ラトビア、オランダ、ポルトガルの五カ国が領事館を置いている。

## 文化・スポーツ
北ムーレ地方の文化の中心であるクリスチャンスンには、1928年にエドヴァルド・ブラインによって設立されたノルウェー最古のオペラ座がある。毎年2月には、「オペラ週間」と銘打ったオペラ祭が催される。これに加えて、北欧最大の写真祭「ノルディック・ライト」の開催地でもある。2006年にはじまったばかりの「若い」祭りだが、この分野ではヨーロッパ最大級のイベントに成長しており、ドン・マッカランやジョック・スタージェス、ウィリアム・クラインといった名だたる写真家が世界中から訪れる。市内の祭事にはこのほか、タヒチ祭りやクリスチャンスン教会・芸術・文化祭（略してKKKK祭）がある。
サッカーのクリスチャンスンBKは、市内最大のサッカークラブであるKFKとクラウセネンゲンが合併して発足した。現在は国内のトップリーグに所属している。市内で人気のスポーツとしては、バレーボール、レスリング、水泳、アイススケート、ハンドボールなどが挙げられる。

## 観光名所

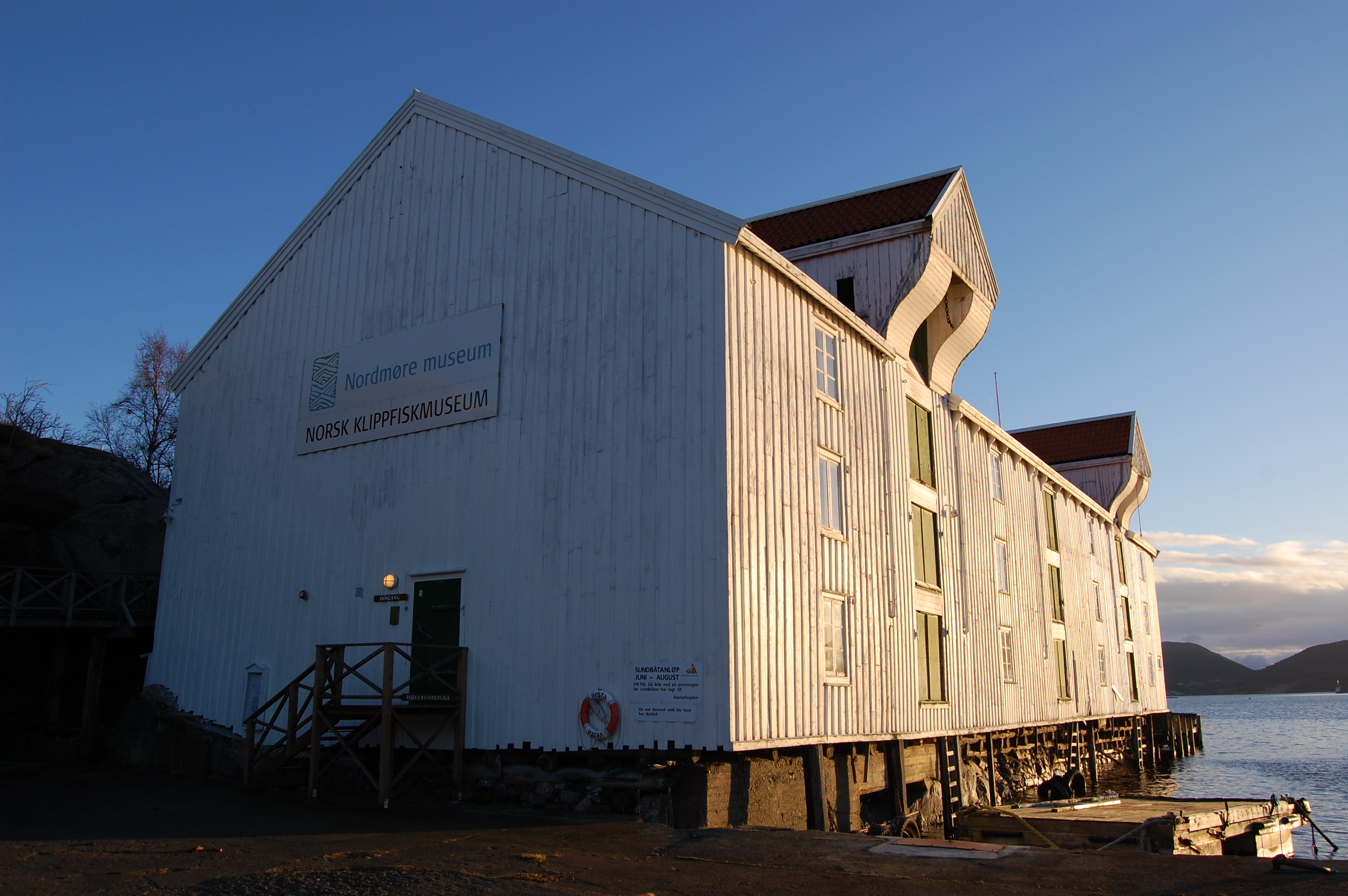
ノルウェー・クリップフィッシュ博物館。クリスチャンスンに典型的なつくりの建物である

- 北西部のグリップ群島は1964年まで、ひとつの基礎自治体であった。いまはもう廃村になってしまったが、特有の建築様式と独特な地勢のために人気の観光地となっている。15世紀末に建立された、国内で二番目に小さいスターヴ教会であるグリップ・スターヴ教会が残る。
- 1876年に設立されたスンボーテネは、世界最古の公共交通機関を自称している。市内の4つの島を小型の「スンボート」が巡回している。
- クリスチャンスンの漁村の面影を色濃く残すヴォーゲンの旧市街には、古い帆船の造船施設やノルウェー・クリップフィッシュ博物館がある。
- 旧市街のイン島には、特別かつ独特な漁村のたたずまいがある。
- ノルディック・ライトは、2006年から毎年開催されている、北欧最大級の写真祭である。モルテン・クログヴォルドが責任者を務める。
- フェスティヴィテーテン（クリスチャンスン・オペラ座）は、ノルウェー最古のオペラ座。1914年に完成したアールヌーボー様式で、第二次世界大戦中の空襲で被害を免れた数少ない建物である。
- タヒチ祭りは、フローデ・アルナスとイン島のカフェ・ドーデラーデンが企画して、2000年に始まった。これまでにダンス・ウィズ・ア・ストレンジャー、マドコン、ヘールビリーズ、マドルガーダ、ビッグバンなどが出演している。

## 姉妹都市
- コッコラ（フィンランド）
- ヘルネーサンド（スウェーデン）
- フレゼリシア（デンマーク）

この四都市で、「北欧の日」という総合スポーツ大会を共催している。

## ゆかりの人物
- フローデ・アルナス（1959年 - ） ポップ歌手、ギタリスト。バンド「ダンス・ウィズ・ア・ストレンジャー」のメンバー
- カシュテン・アルナス（1938年 - ） 歴史小説家
- エドヴァルド・フリフレット・ブレイン（1924年 - 1976年） 作曲家、指揮者。2つのオペラ音楽と3つの交響曲をつくった
- インガー・クヌートセン（1944年 - ） ファンタジー、SF作家
- ヤン・エリク・ミカルセン（1979年 - ） 作曲家
- ヨーン・ネーアゴー（1901年 - 1964年） バリトン歌手。キールやニュルンベルクのオペラ座で活躍
- アーヌルフ・オーヴェルラン（1889年 - 1968年） 作家
- 120デイズ（2001年結成、旧ザ・ビューティフル・ピープル） ロックバンド
- ベーブ・ディドリクソン＝ザハリアス（1914年 - 1956年） アメリカのゴルファー、陸上競技選手。オリンピック金メダリスト
- アンネシュ・イシェ（1959年 - ） サッカー選手
- グドルン・ホイエ（1970年 - ） 女子レスリング選手。世界チャンピオン4回
- オイビンド・レオナルドセン（1970年 - ） サッカー選手
- オーレ・グンナー・スールシャール（1973年 - ） サッカー選手
- シガード・フリスヴォルド（1947年 - ） 陸軍大将、元ノルウェー軍制服組トップ
- スタイナー・ウィーク・ソールヴィーク（1962年 - ） 弁護士。国家にかかわるレベルの裁判にも何件か携わった
- ヴェラ・ゾリナ（1917年 - 2003年） ダンサー、振付師
- ダグフィン・コッホ（1964年 - ） 音楽家